# Claiton Fontoura dos Santos
Claiton Fontoura dos Santos (nacido el 25 de enero de 1978) es un exfutbolista brasileño que se desempeñaba como centrocampista.
Jugó para clubes como el Bahia, Internacional, Vitória, Servette, Santos, Nagoya Grampus Eight, Botafogo, Flamengo, Atlético Paranaense y Consadole Sapporo.

## Trayectoria

### Clubes
| Club                 | País   | Año         |
| -------------------- | ------ | ----------- |
| Bahia                | Brasil | 1997        |
| Internacional        | Brasil | 1998 - 1999 |
| Vitória              | Brasil | 2000        |
| Bahia                | Brasil | 2001        |
| Servette             | Suiza  | 2001        |
| Internacional        | Brasil | 2002 - 2003 |
| Santos               | Brasil | 2004        |
| Nagoya Grampus Eight | Japón  | 2004 - 2005 |
| Botafogo             | Brasil | 2006        |
| Flamengo             | Brasil | 2007        |
| Atlético Paranaense  | Brasil | 2007        |
| Consadole Sapporo    | Japón  | 2008 - 2009 |
| Atlético Paranaense  | Brasil | 2009 - 2011 |
| Pelotas              | Brasil | 2012        |
| Novo Hamburgo        | Brasil | 2012        |
| Passo Fundo          | Brasil | 2013        |
| Alecrim              | Brasil | 2013        |